# Sò lông
Sò lông là tên thông dụng ở Việt Nam dùng để chỉ một số loài động vật thân mềm hai mảnh vỏ sống ở biển thuộc họ Sò. Sò lông trưởng thành có chiều dài từ 48mm và chiều rộng từ 33mm. Hai mặt vỏ sò hình bầu dục và có kích thước không bằng nhau. Ngoài cùng của vỏ sò được bao phủ một lớp lông màu nâu. Chính vì thế mà nó được gọi là sò lông.
Tạo Việt Nam, một số loài cùng được gọi tên thông dụng là sò lông như:
- Anadara antiquata Linnaeus, 1758
- Anadara cornea (Reeve, 1844)
- Anadara subcrenata (Lienschke, 1869)

...

## Phân bổ
Sò lông phân bổ nhiều ở khu vực có khí hậu nhiệt đới như Thái Bình Dương, Ấn Độ Dương và một số vùng biển khác có cả Việt Nam. Ở Việt Nam, sò lông phân bố và tập trung nhiều ở các tỉnh như Kiên Giang, Cà Mau,...

## Sử dụng trong ẩm thực
Trong ẩm thực Việt Nam, sò lông thường bị nhầm lẫn với sò huyết về mặt ngoại hình. Tuy nhiên, cả hai loại đều được sử dùng khá phổ biến trong văn hóa ẩm thực. Trong các phân tích khoa học, giá trị dinh dưỡng của 2 loại gần tương đương nhau, tuy nhiên, trong ẩm thực, thịt sò huyết được đánh giá là ngon hơn, và vì vậy giá thành của chúng cũng cao hơn.